# Lintjärnen (Vännäs socken, Västerbotten, 710204-169174)
Lintjärnen är en sjö i Vännäs kommun i Västerbotten och ingår i Umeälvens huvudavrinningsområde.